# Frank Thomas (beisbolista nacido en 1968)
Frank Edward Thomas, apodado The Big Hurt (nacido el 27 de mayo de 1968) es un ex primera base y bateador designado estadounidense de béisbol profesional que jugó en las Grandes Ligas desde 1990 hasta 2008, incluyendo 16 temporadas con los Chicago White Sox.
Al momento de su retiro, ocupaba la posición 18 en la historia de las Grandes Ligas con 521 jonrones conectados. Bateó 2,409 hits a lo largo de su carrera, para un promedio de bateo de .303. Fue exaltado al Salón de la Fama del Béisbol en 2014.

## Carrera profesional

### Chicago White Sox
Thomas fue seleccionado en la primera ronda (7.ª selección global) del draft de 1989 por los Medias Blancas de Chicago. Debutó con el equipo de Grandes Ligas en 1990. Desde 1991 a 1997 registró más de .300 de promedio de bateo y por lo menos 100 carreras impulsadas, 100 carreras anotadas, 100 bases por bolas y 20 jonrones, el único jugador en la  historia en tener siete temporadas consecutivas de tal magnitud.
En 1993 fue elegido como el Jugador Más Valioso de la Liga Americana, conectando 174 hits, 41 cuadrangulares y 128 carreras impulsadas. En 1994 conservó el premio registrando 38 jonrones y 101 remolcadas en una temporada acortada por una huelga de jugadores.
En 2005 Thomas inició la temporada con los Medias Blancas, pero no formó parte del equipo que ganó la Serie Mundial de 2005 debido a una lesión en el tobillo.

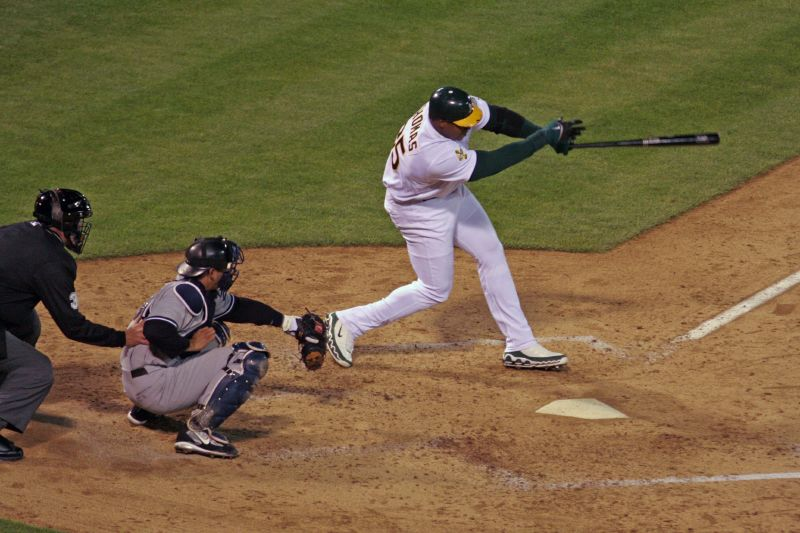
Frank Thomas bateando para los Atléticos de Oakland en 2006.

### Oakland Athletics
En 2006, Thomas dejó a los Medias Blancas para unirse a los Atléticos de Oakland como bateador designado. Conectó 39 jonrones y produjo 114 carreras con un promedio de .270 en la temporada 2006.

### Toronto Blue Jays
El 16 de noviembre de 2006, Thomas firmó un contrato de dos años y $18.12 millones con los Azulejos de Toronto. El 17 de junio de 2007, conectó su jonrón 244 como bateador designado, estableciendo un nuevo récord en jonrones para dicha posición.
El 28 de junio se unió al exclusivo club de jugadores con 500 jonrones en su carrera de Grandes Ligas, convirtiéndose en el 21.º jugador en alcanzar dicha marca. Diecisiete años después de conectar su primer cuadrangular en el Hubert H. Humphrey Metrodome, consiguió el número 500 en el mismo estadio frente al lanzador Carlos Silva de los Mellizos de Minnesota.
Thomas inició la temporada 2008 con los Azulejos, pero fue liberado el 20 de abril.

### Regreso a los Oakland Athletics
El 24 de abril de 2008, firmó un nuevo contrato con los Atléticos de Oakland, participando en 55 juegos con el equipo y bateando para promedio de .263 hasta su último juego, el 29 de agosto de 2008.

## Retiro
El 12 de febrero de 2010, Thomas firmó un contrato de un día con los Medias Blancas de Chicago para anunciar su retiro como jugador. En el mismo momento los Medias Blancas anunciaron el retiro del número 35 del equipo en honor a Thomas, una ceremonia realizada en el U.S. Cellular Field el 29 de agosto de 2010.
Thomas fue elegido al Salón de la Fama del Béisbol en 2014 con el 83,7% de los votos en su primer año de eligibilidad. Fue exaltado el 27 de julio de 2014 como miembro de los Medias Blancas de Chicago.